# 科學怪人：屠魔大戰
是一部2014年美國科幻動作片，由史都華·比提執導和編劇，艾伦·艾克哈特、比爾·奈伊與伊冯娜·斯特拉霍夫斯基主演。改編自凱文·葛瑞佛所創作的同名視覺文學。北美定于2014年1月24日上映。

## 劇情
故事敘述百年來，兩大家族勢力不斷爭鬥著；為了能獲得強大的不死力量，而使得由維克多·弗蘭肯斯坦博士創造的超人類生物亞當成為了頭號目標，使得天性溫馴的亞當必須親自出面解決這一切的紛爭。

## 演员
- 艾伦·艾克哈特 饰 亞當·弗蘭肯斯坦（Adam Frankenstein）：弗蘭肯斯坦博士所創造的超人類生物。
- 比爾·奈伊 飾 納貝流士王子（Prince Naberius）：惡魔王子，研究所所長。
- 伊凡·史漢基 饰 泰拉·韋德博士（Dr. Terra Wade）：世界著名的电生理学家。
- 米兰达·奥图 饰 女王黎歐諾（Queen Leonore），夜行神龍族女王。
- 傑·寇特尼 饰 季帝恩（Gideon），夜行神龍軍隊首領。
- 苏格拉底·奥图 饰 Zuriel
- 史提夫·莫察基斯 饰 Helek
- 亞丁·楊 饰 維克多·弗蘭肯斯坦博士（Dr. Victor Frankenstein）
- 德尼·阿克代尼茲 饰 Barachel
- 凱文·葛瑞佛 饰 Dekar

## 反響

### 评价
媒体综评27分，烂番茄新鲜度只有5%，获得大多負评。

### 票房
美国首周末仅收827万美元列第六位。中国大陆首周6天收入4000万人民币列第五位。

## 潛在續集與跨界
《科學怪人：屠魔大戰》因票房及評價不如預期，使得續集幾乎不可能推出。「決戰異世界系列電影」的創作者凱文·格雷維奧斯在此前曾表示，他打算讓《科學怪人：屠魔大戰》與《決戰異世界》作跨界合作。格雷維奧斯在採訪時透露，在他劇本的初稿中，由凱特·貝琴薩飾演的莎倫娜將現身於片尾片段，且還包含有與《決戰異世界》相關的彩蛋，但後來並未採用。